# Parc régional du Partenio
Le parc régional du Partenio (en italien : Parco Regionale del Partenio) est un 
espace naturel protégé créée en 1993 dans le massif des Monti del Partenio (it) dans la province de Bénévent en Campanie,.

## Territoire

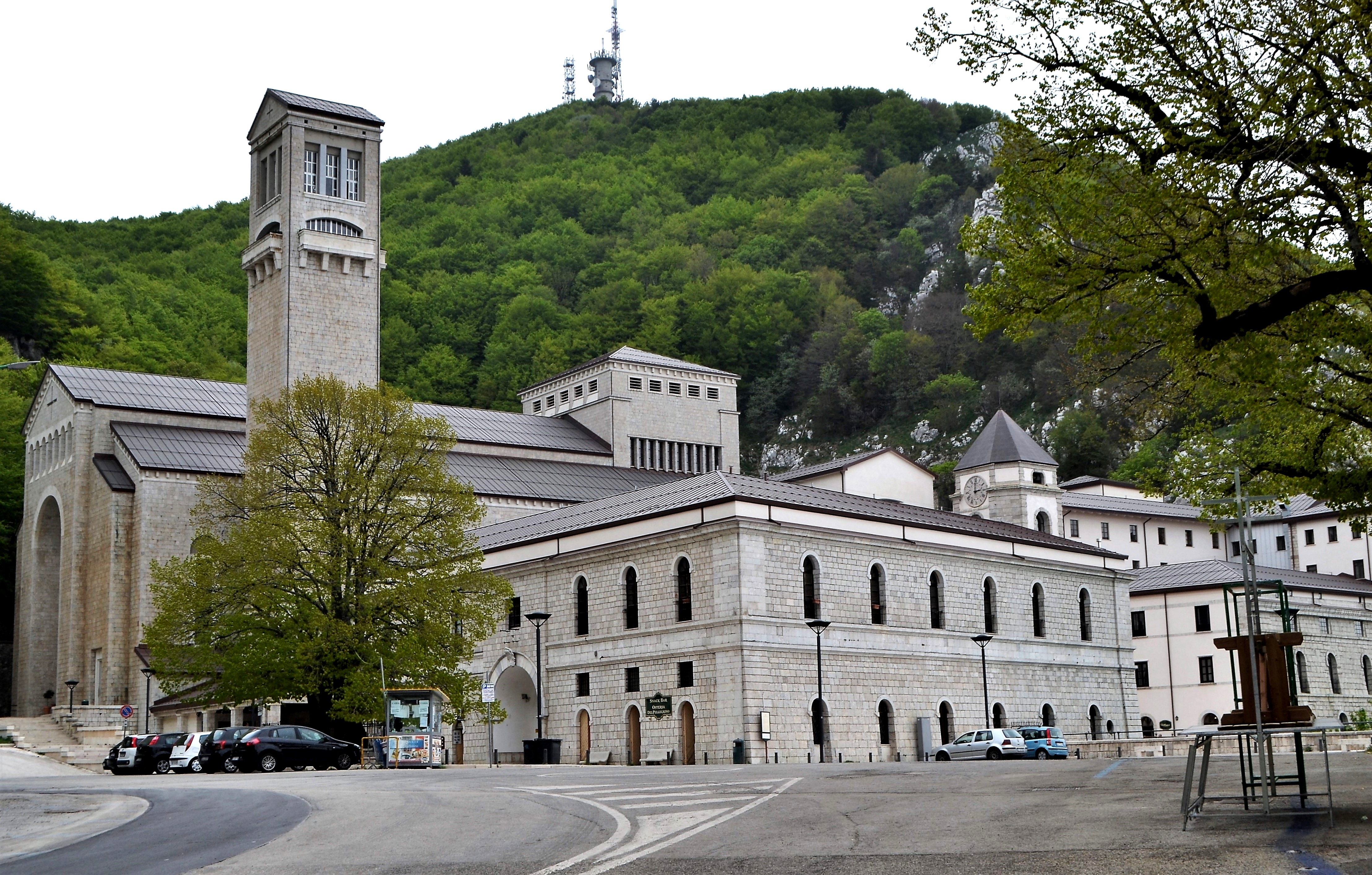
Basilique du sanctuaire de Montevergine.

Le parc est situé sur les Monts Partenio, parmi laquelle se distingue à Montevergine, la montagne sur laquelle se dresse le sanctuaire de Montevergine (it) qui a donné son nom à l'ordre de Montevergine, dans le hameau de Mercogliano.
Il fait partie du site d'importance communautaire Dorsale dei Monti del Partenio (SIC-IT8040006) du réseau Natura 2000. À l'intérieur se trouve l'Oasis Montagna di Sopra de Pannarano.

## Flore

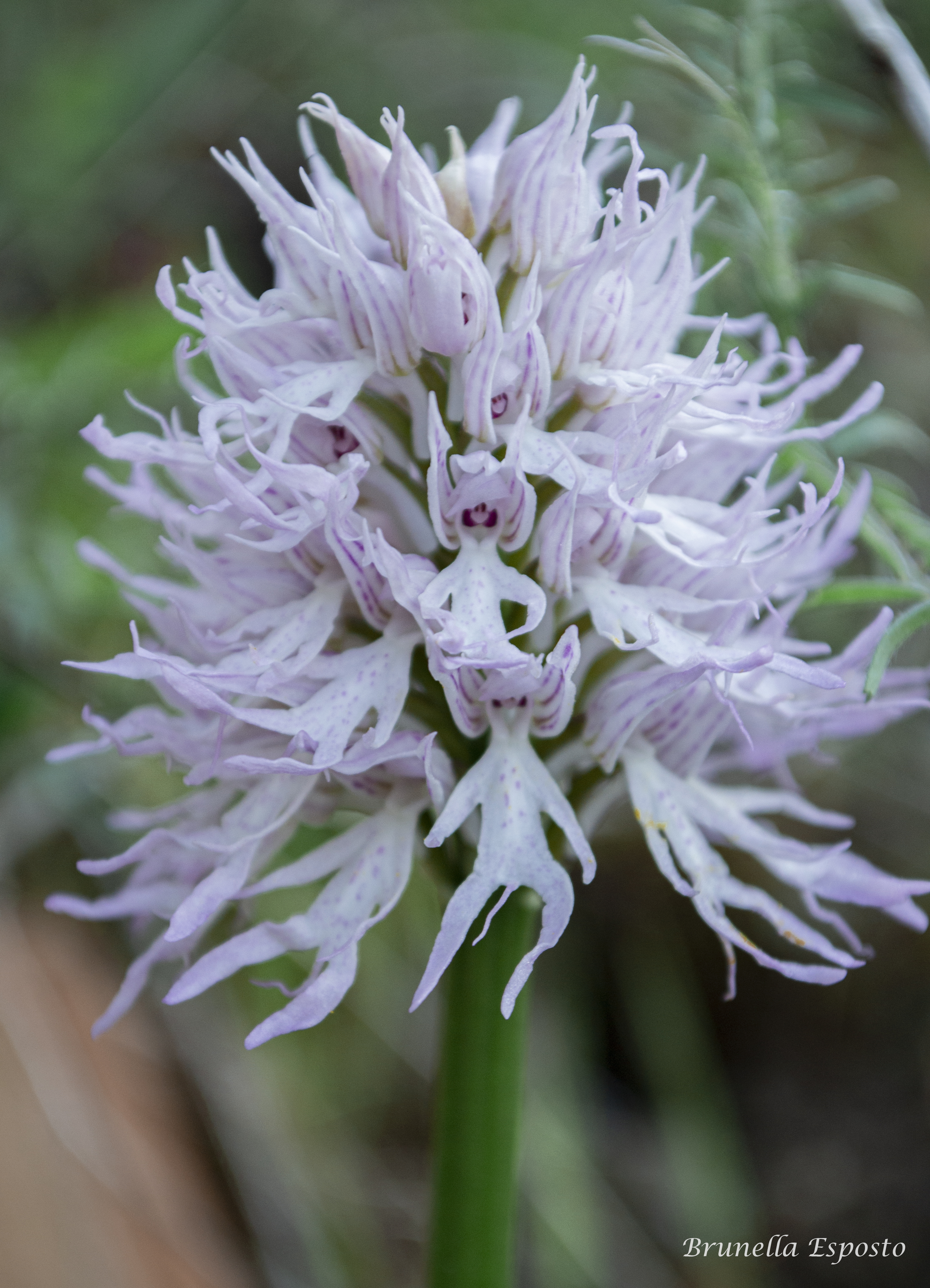
Orchis italica.

La fleur symbolique, la plus importante et aussi celle qui a le plus d'histoire du Parc Régional du Partenio est certainement la Tanacetum parthenium (Grande Camomille) utilisée au Moyen Âge par les moines bénédictins de Montevergine pour produire la liqueur typique aux qualités toniques pour l'estomac.
Il existe 33 espèces d'orchidées : les plus faciles à reconnaître sont les Ophrys apifera (situées sur les pâturages caillouteux entre  500 et 700 mètres), puis il y a les Serapias lingua répandues à basse altitude (entre 200 mètres). Il existe d'autres types d'orchidées : Anacamptis papilionacea, Anacamptis morio, Orchis purpurea, Orchis italica, Dactylorhiza maculata et Spiranthes spiralis.

## Faune
Il existe 5 à 12 espèces d'amphibiens : deux salamandres de grande valeur naturaliste (la très rare Salamandrina terdigitata et la Salamandra salamandra avec la sous-espèce des Apennins) ; trois espèces de triton (la Bombina variegata, le Bufo bufo, le Bufotes viridis) ; ainsi que la Hyla intermedia (rainette italienne).
Il existe également de nombreuses espèces de reptiles : les Gekkonidae, le Lacerta viridis, plus difficiles à voir l'Anguis fragilis et le Chalcides chalcides, ainsi que la couleuvre verte et jaune, l'Elaphe quatuorlineata, la couleuvre d'Esculape et la dangereuse Vipera.
Il y a de nombreuses espèces d'oiseaux et plus de 30 espèces de mammifères très difficiles à observer. Parmi les grands mammifères, on trouve le loup des Apennins (Canis lupus italicus), le chevreuil, le sanglier, le blaireau et le renard.

## Galerie

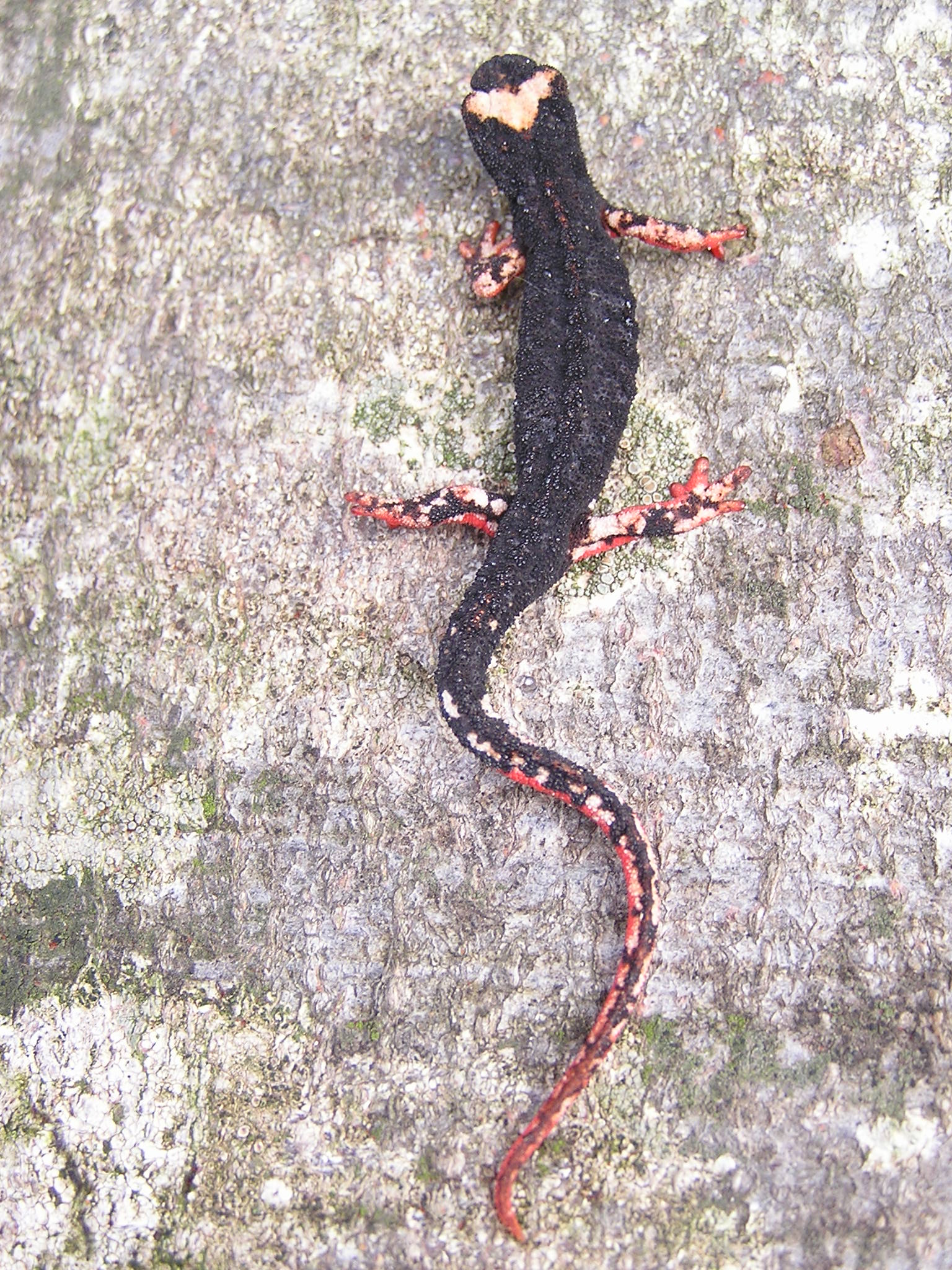
Salamandrina terdigitata.
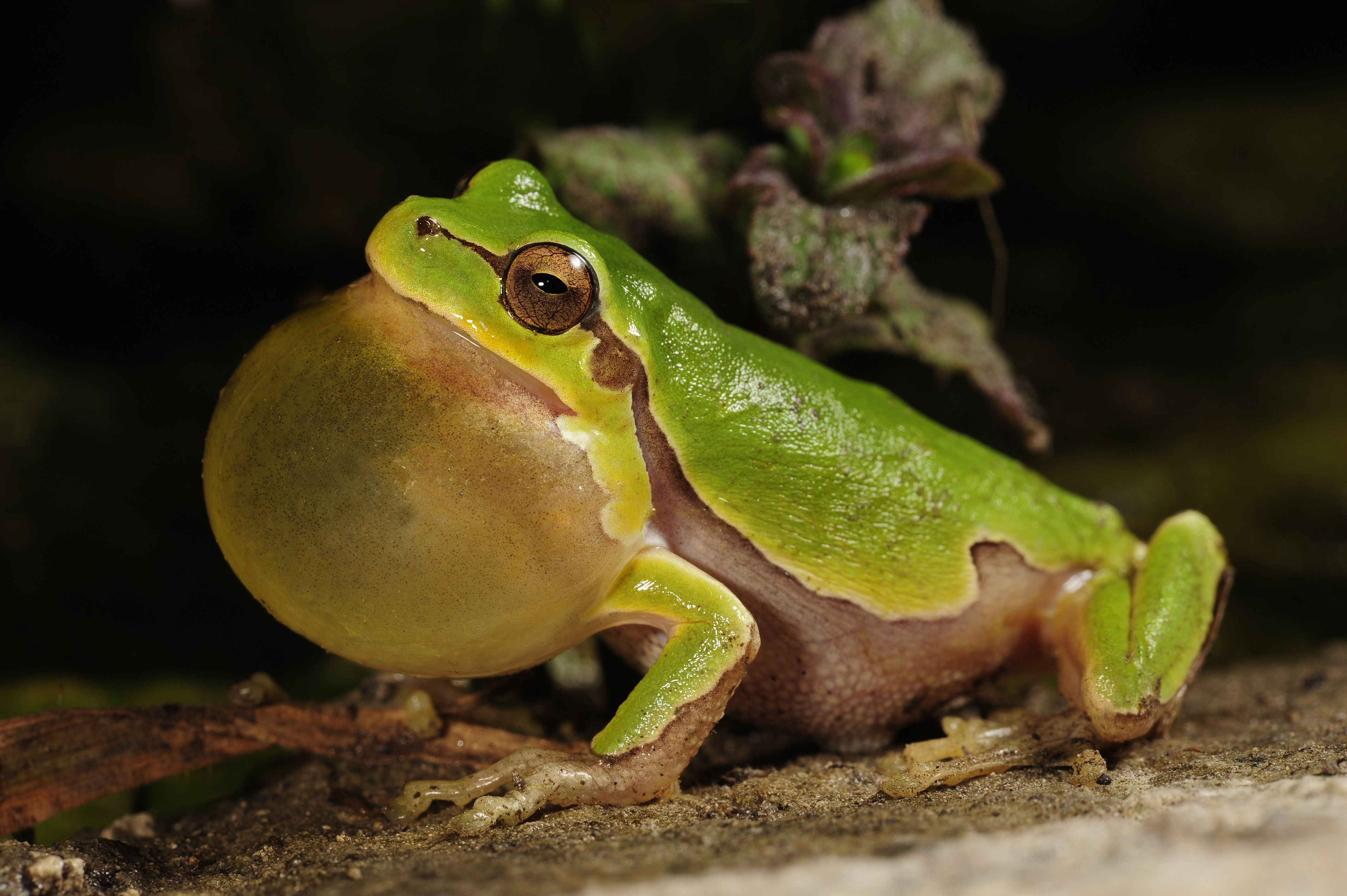
Rainette italienne.
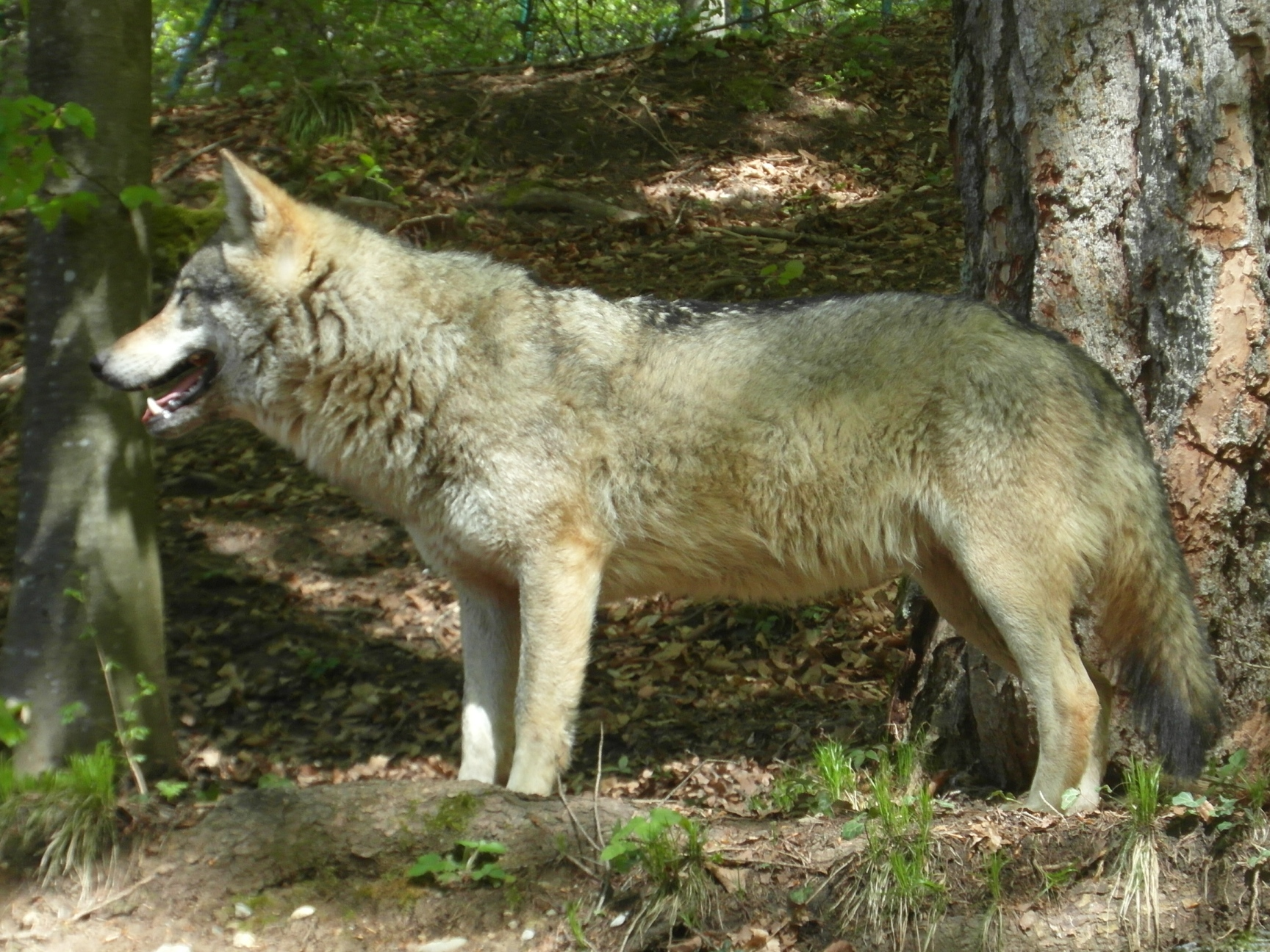
Loup des Apennins.